# Monotaxis (protista)
Monotaxis es un género de foraminífero bentónico considerado homónimo posterior de Monotaxis Bennett, 1830, y sinónimo posterior de Howchinia de la familia Lasiodiscidae, de la superfamilia Archaediscoidea, del suborden Fusulinina y del orden Fusulinida. Su especie tipo era Tetrataxis conica var. gibba. Su rango cronoestratigráfico abarcaba el Carbonífero inferior.

## Discusión
Algunas clasificaciones más recientes incluirían Monotaxis en la superfamilia Lasiodiscoidea, del suborden Archaediscina, del orden Archaediscida, de la subclase Afusulinana y de la clase Fusulinata.

## Clasificación
Monotaxis incluía a las siguientes especies:
- Monotaxis gibba †
- Monotaxis subconica †
- Monotaxis subplana †